# Угаки, Матомэ
Матомэ Угаки  (яп. 宇垣 纏 Угаки Матомэ); 15 февраля 1890, Окаяма, Япония — 15 августа 1945, около о. Окинава, Япония) — японский вице-адмирал, командующий 5-м воздушным флотом ВМФ Японии. Горячий сторонник претворения в жизнь идеи самоубийственных атак лётчиков-камикадзе. Поэт. Погиб в день капитуляции Японии 15 августа 1945 года, совершив боевой вылет в район Окинавы с миссией «камикадзе» вместе с  7 самолётами, которые входили в состав 701-й авиагруппы.

## Биография
Родился в округе Акаива (ныне входит в городскую черту города Окаяма). В 1912 году окончил Военно-морскую академию и 17 июля 1912 года начал службу на крейсере «Адзума» в звании сёи (младший лейтенант). 1 декабря 1913 года Угаки был переведён на крейсер «Ибуки»; в дальнейшем он проходил службу на линейном крейсере Конго, крейсере «Иватэ» и эсминце «Нара». После получения звания тюи (лейтенанта) в декабре 1918 года Угаки окончил школу корабельных артиллеристов, получив назначение командиром артиллерии на эсминец «Минэкадзэ».
В 1924 году Матомэ Угаки окончил Военно-морской штабной колледж и был повышен до звания сёса (капитан-лейтенант). После недолгого пребывания на борту крейсера «Ои» он три года служил при Военно-морской школе корабельных артиллеристов, а в ноябре 1928 года получил звание тюса (капитан 3-го ранга) и назначение военным резидентом Японии в Германии, пробыв в этой должности до ноября 1930 года.
1 декабря 1932 года Матомэ Угаки получает звание тайса (капитан 2-го ранга); после этого он стал служить инструктором в Военно-морском колледже, а в 1935 году получил назначение на Объединённый флот. С 1 декабря 1936 года являлся командиром крейсера «Якумо». Ровно через год, 1 декабря 1937 года, Угаки был назначен командиром корабля «Хюга». 15 ноября 1938 года его перевели в генштаб ВМФ.
10 апреля 1941 года назначен командиром 8-й крейсерской эскадры, а 1 августа того же года возглавил штаб Объединённого флота. 18 апреля 1943 года Угаки, совершая перелёт на бомбардировщике над Соломоновым морем, подвергся атаке эскадрильи американских истребителей (операция «Месть»). Самолёт Угаки упал в воду неподалёку от острова Бугенвиль, но он смог выжить и был спасён. Другой бомбардировщик с адмиралом Ямамото рухнул в джунгли Бугенвиля, все находившиеся в нём погибли.
25 февраля 1944 года — командующий 1-й эскадрой в составе линейных кораблей «Ямато», «Мусаси», «Нагато», которые были главной силой 2-го японского флота.
Угаки была поручена подготовка операции «Тэн-го» — самоубийственной атаки на авианосцы США на стоянке Улити; операция провалилась — японская авиация потеряла 24 бомбардировщика, каждый из которых пилотировался тремя лётчиками-камикадзе.
15 августа 1945 года вместе с другими лётчиками-камикадзе совершил боевой вылет на бомбардировщике Yokosuka D4Y Suisei и погиб возле острова Окинава.